# Binafun
Binafun is een bestuurslaag in het regentschap Kupang van de provincie Oost-Nusa Tenggara, Indonesië. Binafun telt 1266 inwoners (volkstelling 2010).